# Višestranački sustav
Višestranački sustav (također i višestranački režim ili višestranačje) je vrsta parlamentarog sustava u kojem se više stranaka natječe putem izbora za sudjelovanje u vlasti.
U nekim višestranačkim sustavima su dvije stranke realno mnogo jače od ostalih, te isključivo one sudjeluju u vlasti, pa takve sustave nazivamo dvostranačkim. Primjeri su Velika Britanija i Sjedinjene Američke Države. Višestranačje se često smatra jednim od ključnih sastojaka demokratskijeg poretka, odnosno u manjoj ili većoj mjeri ga primjenjuje većina država u suvremenom svijetu, ali u praksi se često događa boljka zvana partitokracija, karakeristična i za jednostranački i za dvopartijski i za višepartijski režim u kome otuđeni centri moći preko stranke artikuliraju cjelokupni društveni život.

## Višestranački sustav u užem smislu
Pod višestranačkim sistemom u užem smislu se podrazumijevaju oni višestranački sustavi, odnosno države, čijim političkim životom dominiraju tri ili više stranaka. Taj se izraz stoga koristi prvenstveno za razlikovanje od dvostranačkih sistema čijim političkim životom dominiraju dvije međusobno formalno suprotstavljene stranke.
Višestranački sustavi najčešće nastaju zahvaljujući primjeni proporcionalnog sistema na izborima, odnosno zbog raznim geografskim i drugiih okolnosti jedna stranka nikako ne može samostalno osvojiti većinu u parlamentu, te je za dolazak na vlast prisiljena koalirati s manjim strankama. Te koalicije dovode do svih mana dvostranačkog i jednostranačkog režima, u kojima su razlike najčišće čisto formalne prirode unutar vladajuće klase. "S ovakvim režimom, i područje stranačke opozicije se svodi samo na svoju dobit u javnom sektoru, tj. na participaciju u klijentelističkoj mreži kada kroz parlamentarnu zastupljenost raznim kompromisima i koaliranjem s vladom postižu svoje probitke". ). Izbori bez izbora, lažni parlamentarizam rezultiraju apatijom birača pretvorenih u podanike poretka i glasače.
Posljedica ovakve limitirane političke ponude jeste veća mogućnost utjecaja stranaka na svoje izabrane predstavnike u parlamentu. Jedina potencijalna "opasnost" za vladajuće stranke, pad na sljedećim izborima, se pokazala samo utopističnom pretpostavkom jer smjenjivanje stranaka ili koalicija na vlasti ne predstavlja baš nikakvu opasnost za rušenje, tj. promjenu ovakvog nedemokratskog režima. 
Neki teoretičari su skloni ukazivati na problem lažnog parlamentarizma tražeći uzrok u gubljenju individualnih sloboda u parlamentu zbog diktata grupe (stranke), ne želeći uviđati da slobode pojedinaca u parlamentu (kada bi i postojale) ne mogu dovesti do strukturalnih reformi, tim više što ovakav poredak dovela do apsolutno negativne političke kadrovske selekcije u skoro svim strankama onemogućavanjem slobodoumlja, tj. kritičkog preispitivanja. Kako je rušenjem Berlinskog zida omogućena potpuna politička eliminacija antisistemskih stranaka stvaranjem tzv. lijevog i desnog centra ukinute su svake mogućnosti reformskiih društvenih promjena parlamentarnim putem što dovodi do okoštalosti režima, čak i u najdubljim ekonmskim i društvenim krizama.